# مارك تايلور
مارك تايلور (بالإنجليزية: Mark L. Taylor)‏ (و. 1950 – م) هو ممثل، وممثل تلفزيوني، من الولايات المتحدة الأمريكية، ولد في هيوستن، تكساس.

## وصلات خارجية
- مارك تايلور على موقع IMDb (الإنجليزية)
- مارك تايلور على موقع ألو سيني (الفرنسية)
- مارك تايلور على موقع أول موفي (الإنجليزية)
- مارك تايلور على موقع قاعدة بيانات الأفلام السويدية (السويدية)
- مارك تايلور على موقع قاعدة بيانات الفيلم (الإنجليزية)
- مارك تايلور على موقع كينوبويسك (الروسية)